# Naja sputatrix
Naja sputatrix – gatunek jadowitego węża z rodziny zdradnicowatych (Elapidae). Zamieszkuje wyspę Jawa i Małe Wyspy Sundajskie.
Opis: Osiągają długość do 150 cm. Dżetowoczarne ubarwienie na grzbiecie, brzuch jasnobrązowy. Jasne znaczenia na gardzieli.
Jad: Potrafią pluć jadem, ale prawdopodobnie populacja z Komodo tego nie potrafi.